# Hermann Hungerland
Hermann Hungerland (* 1886; † 1970) war ein deutscher Komponist und Dirigent.
Nach dem Zweiten Weltkrieg leitete er das Kasseler Mandolinen-Orchester.

## Werke
- Die Schwälmer Gräfin (1933)
- In der Spinnstube
- Kleiner Festmarsch in C
- Romanze fis-Moll